# Serguei Làzarev
Serguei Viatxeslàvovitx Làzarev (Серге́й Вячесла́вович Ла́зарев en rus; n. Moscou, 1 d'abril de 1983) és un actor i cantant rus.

## Biografia

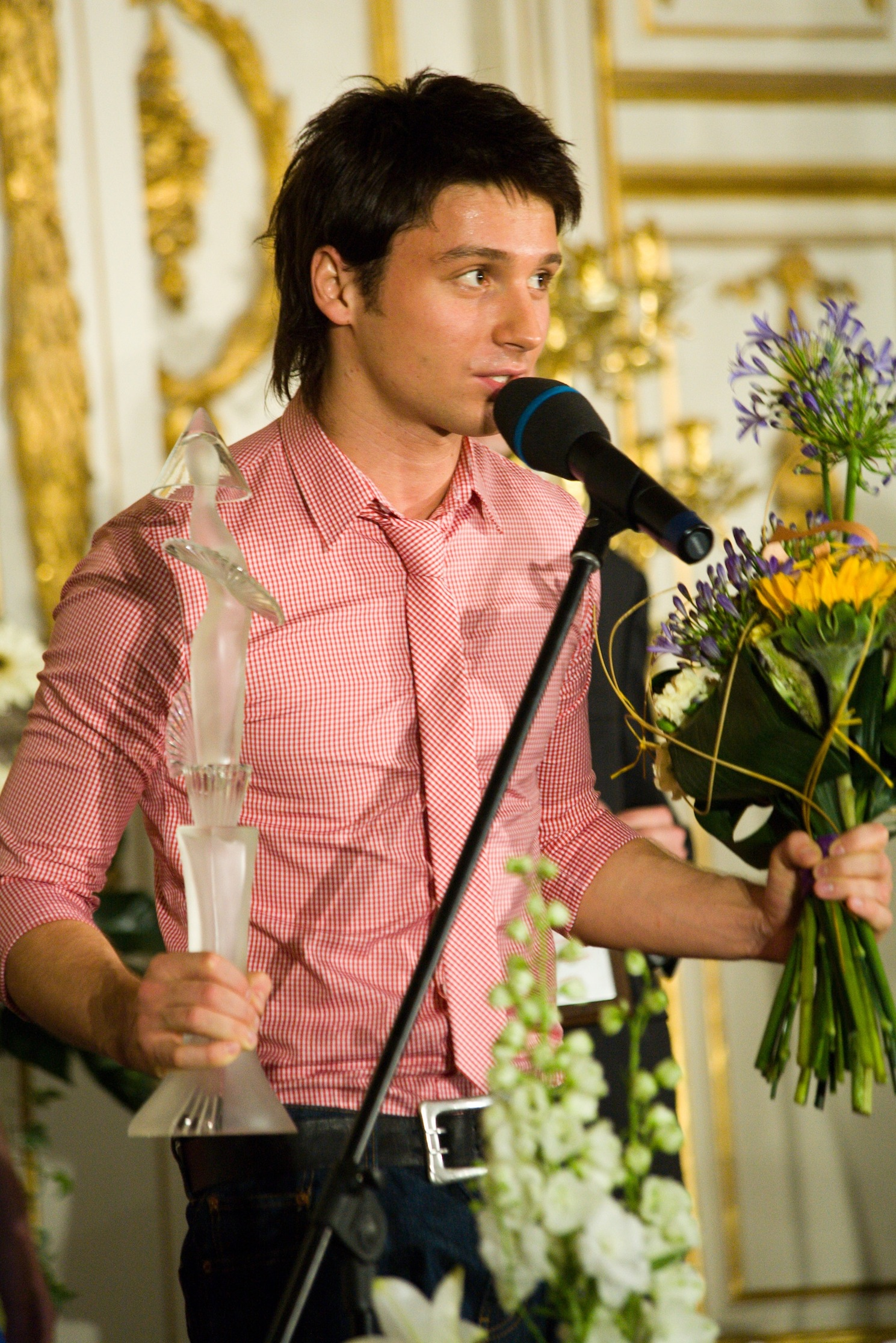
Làzarev en 2006.

Serguei Làzarev va néixer a Moscou, en aquells dies parteix de la Unió Soviètica, sent els seus pares Viatxeslav Làzarev i Valentina Víktorovna Làzareva. Té un germà anomenat Pàvel.
Des de petit, Làzarev va estar involucrat en les arts musicals, igual que en la gimnàstica artística que va practicar des dels sis anys. En 1996 va ser el guanyador del concurs de talents infantils Bravo Bravissimo a Itàlia i posteriorment va entrar a formar part del grup infantil rus Neposedi, al costat de Vlad Topalov, Iúlia Vólkova i Lena Katina. Mentre Vólkova i Katina van formar el grup t.T.A.T.u., Làzarev al costat del seu primer Topalov es van unir per formar la banda Smash!!, aconseguint gran popularitat a Rússia, les exrepúbliques soviètiques i part d'Àsia.
En trencar-se el duo Smash!!, Lázarev es va llançar com a solista obtenint popularitat entre el públic juvenil rus. Ha obtingut diversos premis, entre altres el Premi MTV a la música russa l'any 2006, el premi a artista revelació en 2006 i a millor intèrpret en 2009 dels Premis Muz-TV.
En 2008 va participar en el procés de selecció per determinar al representant de Rússia en el Festival de la Cançó d'Eurovisió 2008 amb el tema The Flyer, obtenint el quart lloc del concurs guanyat per Dima Bilán. El seu tercer disc, Electric touch, va ser llançat el 31 de març de 2010, sent el seu debut en la discogràfica Sony Music.
El quart àlbum, Lazarev. va ser publicat en 2012. El disc va comptar amb temes en anglès i rus, a més de la participació d'altres artistes com Timati i T-Pain. Un disc de grans èxits en rus va ser publicat al començament de 2015 per llançar la versió dels temes en anglès a la fi del mateix any.
Al desembre de 2015, Làzarev va anunciar que serà el representant de Rússia en el Festival de la Cançó d'Eurovisió 2016, mesos més tard es revelaria el seu tema, You are the only one per al festival a Estocolm, Suècia. Va arribar al tercer lloc. Tres anys després, Làzarev va representar per segona vegada Rússia al Festival de la Cançó d'Eurovisió. Amb la cançó Scream va arribar al tercer lloc.

## Altres aparicions
En 2006, Serguéi va participar en la versió russa de Dancing on Ice (Танцы на льду) quedant en segon lloc. En 2008 va aparèixer en Circus of the Stars (Цирк со звёздами) on va guanyar el primer lloc per la seva actuació.
En 2014 va ser un dels quatre jurats de la versió ucraïnesa de The Voice.

## Discografia

### Àlbums[2]
| Any  | Títol               |
| ---- | ------------------- |
| 2005 | Don't Be Fake       |
| 2007 | TV Xou              |
| 2008 | London Club Remixes |
| 2010 | Electric Touch      |
| 2012 | Lazarev.            |
| 2015 | The Best            |

### Singles
| Any  | Títol                                                              | Àlbum               |
| ---- | ------------------------------------------------------------------ | ------------------- |
| 2005 | "Eye of the Storm"                                                 | Don't Be Fake       |
| 2005 | "Lost Without Your Love"                                           | Don't Be Fake       |
| 2006 | "Just Because You Walk Away"                                       | Don't Be Fake       |
| 2006 | "Fake"                                                             | Don't Be Fake       |
| 2006 | "Shattered Dreams"                                                 | TV Xou              |
| 2007 | "Everytime"("Vspominay"/"Вспоминай")                               | TV Xou              |
| 2007 | "TV or Radio"                                                      | TV Xou              |
| 2007 | "Girlfriend"                                                       | TV Xou              |
| 2007 | "Almost Sorry"("Zachem pridumali lyubov"/"Зачем придумали любовь") | TV Xou              |
| 2008 | "The Flyer"                                                        | London Club Remixes |
| 2008 | "Lazerboy"(al costat de Timati)                                    | Electric Touch      |
| 2009 | "Stereo"                                                           | Electric Touch      |
| 2009 | "Naydi menya" ("Найди меня")                                       | Electric Touch      |
| 2010 | "Alarm"                                                            | Electric Touch      |
| 2010 | "Feelin' High"                                                     | Electric Touch      |
| 2010 | "Instantly"                                                        | Electric Touch      |
| 2011 | "Heartbeat"                                                        | Electric Touch      |
| 2011 | "Electric Touch"                                                   | Electric Touch      |
| 2012 | "Moscow to Califòrnia" (al costat de DJ M.I.G. i Timati)           | Lazarev.            |
| 2012 | "Take It Off"                                                      | Lazarev.            |
| 2012 | "Нереальная любовь"                                                | Lazarev.            |
| 2013 | "Guareixi the thunder" (al costat de T-Pain)                       | Lazarev.            |
| 2013 | "Слёзы в моём сердце"                                              | Lazarev.            |
| 2013 | "Stumblin'"                                                        | Lazarev.            |
| 2013 | "В самое сердце"                                                   | The Best (àlbum)    |
| 2014 | "7 Wonders"                                                        | Lazarev.            |
| 2014 | "7 цифр"                                                           | The Best            |
| 2015 | "Breaking Away"                                                    | The Best            |
| 2015 | "Весна"                                                            | The Best            |
| 2015 | "Это всё она"                                                      | The Best            |